# Belas (Luanda)
Pour les articles homonymes, voir Belas.
Belas est une ville d'Angola et le siège municipal de la ville Quilamba, elle a été inaugurée le 31 mars 2011.